# Anarquismo na Rússia
O anarquismo na Rússia se desenvolveu enquanto uma força social relevante somente no início do século XX, ainda que dois de seus teóricos mais importantes, Mikhail Bakunin e Piotr Kropotkin, fossem originários daquele país. Apesar dos esforços de Bakunin em propagar suas ideias entre os exilados russos na Europa, nenhuma organização anarquista surgiu na Rússia enquanto ele viveu.

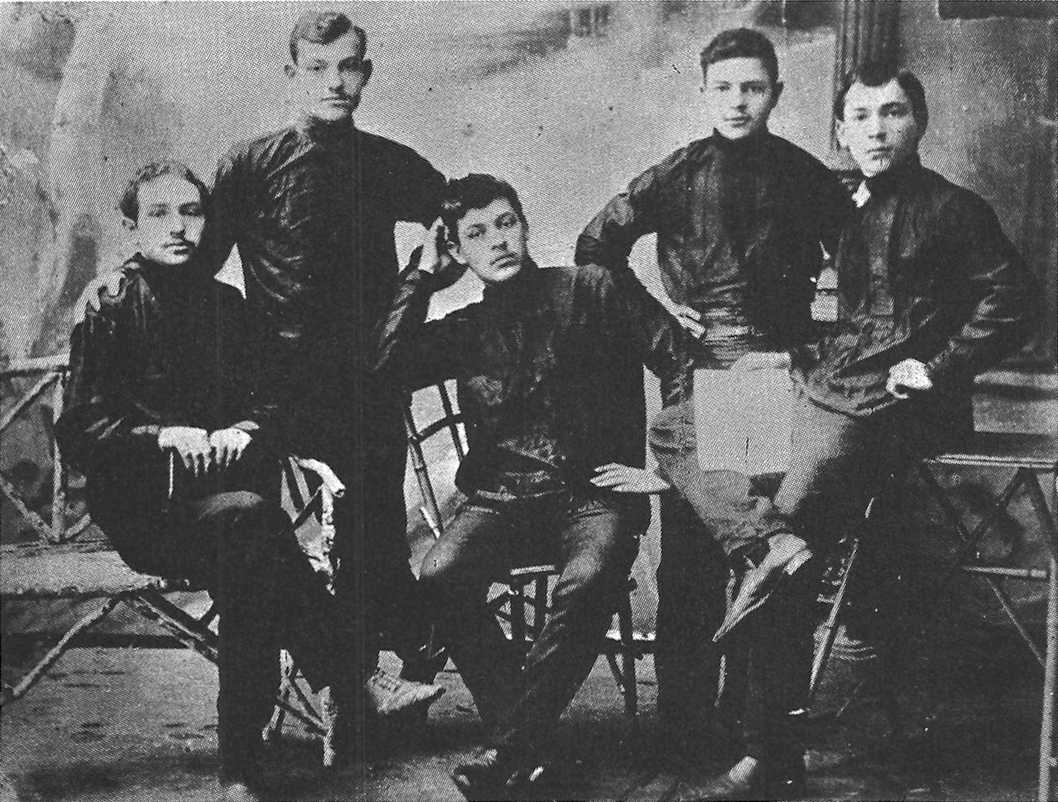
Membros do Chernoe znamia, um dos primeiros grupos anarquista do Império Russo, durante um encontro em 1906, em Minsk.

Agitações no ano de 1903 favoreceram a criação do primeiro grupo anarquistas do Império Russo, em Bialystok. Formado principalmente por jovens estudantes e trabalhadores judeus, o Chernoe znamia (Bandeira Negra) reuniu militantes desiludidos com a social democracia e os socialistas revolucionários, inspirados pelas táticas insurrecionárias de propaganda pelo ato. Na mesma época, Kropotkin passou a editar o periódico Khled I Volia (Pão e  Liberdade) em Gênova, que circulou de maneira clandestina em sua terra natal. Periódicos da comunidade anarquista judaica em Londres escritos em iídiche também circularam na zona de assentamento judeu na Rússia. Entre os principais agitadores do nascente movimento anarquista russo, destacou-se o militante Nikolai Rogdaev, que articulou grupos diversos grupos nos territórios russo e ucraniano, notadamente em Briansk, Nizhyn e Ekaterinoslav. Em 1903, haviam 12 organizações anarquistas em 11 cidades; em 1904, 29 grupos em 27 centros urbanos à noroeste, sudeste e ao sul do Império; em 1905, 125 grupos e federações em 110 cidades; em 1906, 221 em 155 em cidades; e em 1907, no auge do movimento, havia 255 grupos em 180 localidades. Os mais importantes centros do movimento anarquista se encontravam em Bialystok, Odessa e Ekaterinoslav, mas nessa altura a  militância anarquista já se encontrava presente nos quatro cantos do Império. Entre 1905 e 1907, surgiram grupos que se opunham ao insurrecionalismo e advogavam por uma maior inserção dos anarquistas entre a classe trabalhadora russa. Entre eles, estava Daniil Novomirskii, organizador do Grupo Anarcossindicalista do Sul da Rússia, que teve relativo sucesso entre trabalhadores de Odessa e Ekaterinoslav.
Os militantes anarquistas tiveram um papel relevante na Revolução de 1905. Muitos deles morreram nos eventos revolucionários ou em decorrências de sua participação nos acontecimentos, seja nas prisões ou executados por pena de morte. Em decorrência da repressão, o número de grupos anarquistas no Império russo foi decrescendo, e, por volta de 1914, apenas sete deles se encontravam ativos. Boa parte dos militantes havia partido para o exílio, onde organizaram alguns encontros. Em 1908, grupos estabelecidos em Gênova e responsáveis pelos periódicos Khleb I Volia e Burevestinik fundaram a União dos Anarquistas Comunistas. Em uma reunião ocorrida em Londres, em dezembro de 1913, os anarquistas russos exilados decidiram formar a Federação de Grupos Anarquistas Comunistas no Exílio, que deveria editar seu próprio periódico. No entanto, o grupo passou por um cisma após Kropotkin ter declarado seu apoio aos Aliados na Primeira Guerra Mundial.
O anarquismo voltou a florescer em território russo por volta de 1915, especialmente em Moscou e São Petersburgo, impulsionado especialmente por grupos de trabalhadores e estudantes dos centros urbanos. Com a Revolução de Fevereiro de 1917, diversos militantes foram libertos das prisões ou retornaram do exílio. Apesar da recuperação, os anarquistas agora disputavam a liderança do movimento social com os bolcheviques, que ganhavam prestígio entre as massas. Durante o governo provisório de Alexander Kerensky, os anarquistas mantiveram intensa atividade, chegando a expropriar mansões e publicar periódicos diários. Especialmente em Petrogrado, os anarquistas foram uma força determinante do movimento revolucionário, unindo-se aos bolcheviques durante as Jornadas de Julho. Apesar das tensões entre os dois grupos, os anarquistas apoiaram Lenin e os bolcheviques durante a Revolução de Outubro, inicialmente entusiasmados com a possibilidade de construir uma nova ordem social libertária. Não só nos centros urbanos, mas também no interior do antigo Império Russo, os anarquistas inicialmente colaboraram com os bolcheviques. Na Ucrânia, camponeses liderados por Nestor Makhno lutaram contra as forças dos Impérios Austro-Húngaro e Alemão e do Exército Branco; na Sibéria, militantes anarquistas formaram grupos armados para confrontar os brancos.

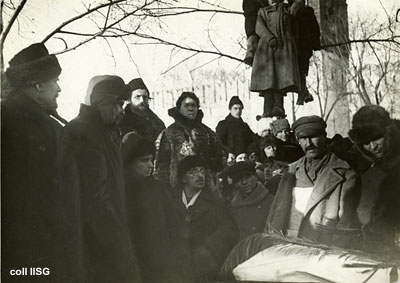
Emma Goldman, Aarón Baron, Gregori Maximoff e Alexander Berkman compareceram ao funeral de Kropotkin como oradores.

Com a consolidação dos bolcheviques no poder e a realização do Tratado de Brest-Litovski, em 1918, os anarquistas romperam com seus outrora aliados de ocasião, percebendo a tendência centralizadora e autoritária dos bolcheviques. O governo então passou a perseguir e prender militantes e fechou uma série de periódicos anarquistas, iniciando uma onda repressiva contra os dissidentes que desarticularia o anarquismo russo nos dois anos seguintes. O funeral de Kropotkin e a Revolta de Kronstadt, em 1921, foram as duas últimas grandes manifestações do anarquismo na Rússia.
Com a consolidação da União Soviética em 1922, enquanto alguns militantes decidiram abandonar o anarquismo e ingressar no Partido Comunista, outros passaram à clandestinidade ou ao  exílio. Muitos deles, porém caíram nas mãos da repressão e passaram anos nas prisões e nos gulags siberianos. Mesmo presos, alguns militantes mantiveram suas convicções, e há registros de revoltas de presos anarquistas nos campos de concentração soviéticos, como em Vorkuta, no ano de 1953.
Na década de 1980, novos grupos anarquistas surgiram na Rússia. Em 1989, foi formada a Confederação de Anarcossindicalistas (KAS). Tal organização, no entanto, era considerada reformista e antirrevolucionária por alguns militantes, que fundaram em 1995 a Confederação de Anarcossindicalistas Revolucionários (KRAS). A KRAS publica, desde sua fundação, o periódico Pryamoye Déystviye (Ação Direta) e a revista Libertárnaya Mysl (Pensamento Libertário) desde 2008. Outros grupos anarquistas da Rússia contemporânea incluem a Associação de Movimentos Anarquistas (ADA) e Ação Autônoma (AD).